# Puchar Dalekowschodni w narciarstwie alpejskim kobiet 2017/2018
Puchar Dalekowschodni w narciarstwie alpejskim kobiet w sezonie 2017/2018 to kolejna edycja tego cyklu. Pierwsze zawody odbyły się 6 grudnia 2017 roku w chińskim Wanlong Ski Resort, a ostatnie rozegrane zostały 23 marca 2018 roku w japońskim Ōtaki.
W poprzednim sezonie klasyfikację generalną Pucharu Dalekowschodniego wygrała Japonka Asa Ando, triumfując ponadto w klasyfikacji giganta. W klasyfikacji slalomu triumfowała jej rodaczka Emiko Kiyosawa. Zwyciężczynią klasyfikacji supergiganta i superkombinacji została kolejna Japonka Sakurako Mukōgawa.
W tym sezonie w klasyfikacji generalnej oraz klasyfikacjach slalomu, giganta i superkombinacji najlepsza była Sakurako Mukōgawa. W klasyfikacji supergiganta zwyciężyła inna Japonka, Makiko Arai.

## Podium zawodów
| Lp. | Data             | Miejscowość             | Konkurencja     | 1. Miejsce              | 2. Miejsce          | 3. Miejsce                  |
| --- | ---------------- | ----------------------- | --------------- | ----------------------- | ------------------- | --------------------------- |
| 1.  | 6 grudnia 2017   | Wanlong Ski Resort      | Slalom          | Asa Ando                | Neja Dvornik        | Yukina Tomii                |
| 2.  | 7 grudnia 2017   | Wanlong Ski Resort      | Slalom          | Asa Ando                | Sakurako Mukōgawa   | Neja Dvornik                |
| 3.  | 8 grudnia 2017   | Wanlong Ski Resort      | Gigant          | Sakurako Mukōgawa       | Asa Ando            | Elena Sandulli              |
| 4.  | 9 grudnia 2017   | Wanlong Ski Resort      | Gigant          | Asa Ando                | Haruna Ishikawa     | Sakurako Mukōgawa           |
| 5.  | 13 grudnia 2017  | Songhua Lake Ski Resort | Slalom          | Neja Dvornik            | Sakurako Mukōgawa   | Haruna Ishikawa             |
| 6.  | 14 grudnia 2017  | Songhua Lake Ski Resort | Slalom          | Sakurako Mukōgawa       | Neja Dvornik        | Yoko Ishijima               |
| 7.  | 15 grudnia 2017  | Songhua Lake Ski Resort | Gigant          | Sakurako Mukōgawa       | Mio Arai            | Haruna Ishikawa             |
| 8.  | 16 grudnia 2017  | Songhua Lake Ski Resort | Gigant          | Sakurako Mukōgawa       | Haruna Ishikawa     | Mio Arai                    |
| 9.  | 8 stycznia 2018  | Gohan-eup               | Gigant          | Haruna Ishikawa         | Mio Arai            | Miki Ishibashi              |
| 10. | 9 stycznia 2018  | Gohan-eup               | Gigant          | Mio Arai                | Sakurako Mukōgawa   | Miki Ishibashi              |
| 11. | 10 stycznia 2018 | Gohan-eup               | Slalom          | Yukina Tomii            | Sakurako Mukōgawa   | Haruna Ishikawa             |
| 12. | 11 stycznia 2018 | Gohan-eup               | Slalom          | Sakurako Mukōgawa       | Chisaki Maeda       | Kang Young-seo              |
| 13. | 12 stycznia 2018 | Gohan-eup               | Superkombinacja | Sakurako Mukōgawa       | Haruna Ishikawa     | Władisława Buriewa          |
| 14. | 15 stycznia 2018 | Gohan-eup               | Slalom          | Sakurako Mukōgawa       | Kang Young-seo      | Chisaki Maeda               |
| 15. | 16 stycznia 2018 | Gohan-eup               | Slalom          | Haruna Ishikawa         | Chisaki Maeda       | Sakurako Mukōgawa           |
| 16. | 5 marca 2018     | Engaru                  | Gigant          | Haruna Ishikawa         | Asa Ando            | Sakurako Mukōgawa           |
| 17. | 6 marca 2018     | Engaru                  | Slalom          | Joséphine Forni         | Andrea Filser       | Hannah Köck                 |
| 18. | 7 marca 2018     | Engaru                  | Slalom          | Joséphine Forni         | Haruna Ishikawa     | Louise Jansson              |
| 19. | 9 marca 2018     | Sapporo Teine           | Gigant          | Odwołano                | Odwołano            | Odwołano                    |
| 20. | 10 marca 2018    | Sapporo Teine           | Gigant          | Odwołano                | Odwołano            | Odwołano                    |
| 21. | 11 marca 2018    | Sapporo Teine           | Slalom          | Sakurako Mukōgawa       | Andrea Filser       | Katrin Hirtl-Stanggassinger |
| 22. | 14 marca 2018    | Jużnosachalińsk         | Supergigant     | Julija Pleszkowa        | Władisława Buriewa  | Jelizawieta Timczenko       |
| 23. | 15 marca 2018    | Jużnosachalińsk         | Supergigant     | Julija Pleszkowa        | Anastasija Romanowa | Sakurako Mukōgawa           |
| 24. | 16 marca 2018    | Jużnosachalińsk         | Superkombinacja | Sakurako Mukōgawa       | Władisława Buriewa  | Anastasija Siłantiewa       |
| 25. | 17 marca 2018    | Jużnosachalińsk         | Gigant          | Nevena Ignjatović       | Anastasija Romanowa | Gabriela Capová             |
| 26. | 18 marca 2018    | Jużnosachalińsk         | Gigant          | Nevena Ignjatović       | Gabriela Capová     | Sakurako Mukōgawa           |
| 27. | 19 marca 2018    | Jużnosachalińsk         | Slalom          | Anastasija Gornostajewa | Gabriela Capová     | Martina Dubovská            |
| 28. | 20 marca 2018    | Jużnosachalińsk         | Slalom          | Martina Dubovská        | Gabriela Capová     | Ksienija Alopina            |
| 29. | 22 marca 2018    | Ōtaki                   | Superkombinacja | Odwołano                | Odwołano            | Odwołano                    |
| 30. | 22 marca 2018    | Ōtaki                   | Supergigant     | Makiko Arai             | Miyu Wakatsuki      | Ayaka Tsuji                 |
| 31. | 23 marca 2018    | Ōtaki                   | Supergigant     | Makiko Arai             | Ayaka Tsuji         | Miki Ishibashi              |